# Palacio Real de Valldaura
El Palacio Real de Valldaura fue una finca de recreo de los reyes de Aragón y condes de Barcelona, ubicado en la hondonada de Valldaura del macizo de Collserola, en Sardañola del Vallés, cerca del término municipal de Barcelona (España). Anteriormente fue un monasterio de la orden del Cister, Santa María de Valldaura, fundado en 1150 y origen de la comunidad de Santes Creus. 
De estas construcciones actualmente solo se conservan algunas ruinas. En este emplazamiento se levanta actualmente la masía Can Valldaura, del siglo XIX, que está catalogada como Bien Cultural de Interés Local.

## Historia
En 1150 Guillermo Ramón I de Moncada, senescal de Barcelona, y sus hijos donaron a los monjes cistercienses de la abadía de la Grand Selva, de Toulouse, unos terrenos de su propiedad en el lugar denominado Valldaura. Junto con el terreno se les concedía un permiso para utilizar los molinos de Rocabruna, además de una ayuda de 100 morabatines de oro anuales y grano suficiente, mientras durase la edificación del nuevo monasterio. Se cree que la ubicación en la parte baja, y no la cima de la montaña, se debió a la existencia en ese lugar de una construcción previa, ya que poco tiempo después de la donación ya vivían en Santa María de Valldaura doce monjes, tres conversos y el abad Guillem procedentes del monasterio de la Grand Selva. La falta de agua y las tierras poco fértiles, así como la proximidad de un gran monasterio como San Cugat del Vallés y la cercanía de la ciudad de Barcelona que impedían su expansión territorial, plantearon a la comunidad un cambio de emplazamiento. En 1169 consta ya el traslado de Santa María de Valldaura al paraje de Santes Creus, tomando un año después la denominación actual de Monasterio de Santes Creus.
En Valldaura quedó una iglesia, donde el rey fundó un beneficio en 1297. Consta desde entonces como residencia real de recreo y de caza. En 1315 Jaime II hizo traer osos de Aragón y ciervos de Mallorca. En 1326 el monarca lo cedió a su esposa, Elisenda de Moncada para que creara allí una comunidad de monjas de clarisas, pero finalmente se establecieron en Pedralbes.
Hasta el siglo XVI el palacio continuó como residencia real ocasional de Juan I, Martín I y Alfonso, el Magnánimo. Juan II favoreció la propiedad a su consejero y camarlengo, Fernando Girón de Rebolledo. Como dominio privado, Valldaura entró en decadencia. Hay constancia que en el siglo XIX el antiguo palacio estaba ya en ruinas.
En 1888 el industrial harinero Francesc Guardiola construyó en este lugar la masía de Can Valldaura, aprovechando las piedras del antiguo palacio. La finca mantuvo su actividad rural hasta mediados del siglo XIX. Desde 2011 alberga el Self Sufficient Lab, impulsado por el Instituto de Arquitectura Avanzada de Cataluña (IAAC).
Del antiguo palacio únicamente se conservan en la actualidad los cimientos y un lienzo de muro, aprovechado en una barraca.

## Castillo de Aura
En 897 Lubb ibn Muhammad, señor de la Marca Superior y valí de Lārida, atacó el condado de Barcelona. En la batalla, hirió mortalmente al conde Wifredo el Velloso, hecho que dio origen a la leyenda de las cuatro barras de sangre en la bandera de Cataluña. Según el cronista árabe Ahmad ibn Muhammad al-Razi, contemporáneo a los hechos, estos sucedieron en el llamado castillo de Aura, residencia del conde y situado en los términos de Barcelona. Basándose en esta descripción, en el siglo XIX algunos historiadores situaron el castillo de Aura en Valldaura. Actualmente la teoría está mayoritariamente descartada, al considerarse que la etimología del topónimo Valldaura no es «Vallis de Aura» sino «Vallis Laurea».